# Observatoire d'ondes gravitationnelles
Pour les articles homonymes, voir ondes (homonymie).

Schéma d'un interféromètre laser.

En astronomie, un observatoire d'ondes gravitationnelles (on parle aussi de détecteur d'ondes gravitationnelles) est un système destiné à détecter et mesurer les ondes gravitationnelles.

## Méthodes
Un moyen relativement simple d'observer ces ondes est connu sous le nom de barre de Weber : sous l'effet d'une onde gravitationnelle, l'espace-temps se déforme très légèrement. Ainsi, un objet est également déformé - on peut alors déduire l'intensité et la provenance de l'onde. Cependant les déformations étant infimes, on ne réussit pas à détecter d'onde gravitationnelle avec cette technique.
Les techniques modernes utilisent l'interférométrie laser. Avec cette technique, on mesure l'infime différence de marche entre deux lasers provoquée par le passage de l'onde. A la différence de la barre de Weber, les distances parcourues par les lasers sont de l'ordre du kilomètre ce qui accroit fortement le pouvoir de détection. Parmi les détecteurs les plus performants sur Terre, on compte : LIGO, Virgo, GEO600, et TAMA. Des projets de télescope utilisant cette méthode dans l'espace, tels que LISA, sont en cours de réflexion.
Enfin, il existe d'autres propositions comme le MiniGrail (en), une antenne sphérique à ondes gravitationnelles, de l'université de Leyde, aux Pays-Bas. Certains scientifiques proposent également d'observer la Lune qui, à l'instar d'une barre de Weber, se déformerait sous l'effet d'une onde gravitationnelle.[source insuffisante]

## Limite des différentes méthodes
Il existe cependant de grandes limites pratiques à de tels dispositifs de détection : les ondes gravitationnelles sont d'une intensité minuscule, n'ont donc que très peu d'effet sur la matière. En effet, l'amplitude d'une telle onde diminue en fonction du carré de la distance. Ainsi, même les ondes les plus violentes, comme celles produites au sein d'un trou noir binaire s'effondrant sur lui-même, s'amenuisent le long de leur parcours dans l'espace jusqu'à la Terre. Pour un objet de 1 m de longueur, cela équivaut à un mouvement tel que ses extrémités se déplacent de 10−20 m l'une par rapport à l'autre. Cette distance est un millionième environ du diamètre d'un atome.
Tous ces observatoires sont limités en résolution par le bruit, c'est-à-dire toutes les perturbations extérieures à la mesure elle-même. La principale source de bruit vient de la mesure elle-même : que ce soit par laser où par mesure sur une barre de Weber, les incertitudes liées à la mesure et à sa méthode limitent la précision de celles-ci. Une source importante de bruit est le bruit sismique, lié aux vibrations de la Terre. Des télescopes en orbite, encore à l'état de projets, tels que LISA, seraient insensibles à cette perturbation. Par contre, ils subiraient d'autres sources de bruit, comme les rayons cosmiques et le vent solaire.

## Intérêt scientifique
L'observation de telles ondes pourrait déboucher sur une meilleure connaissance des trous noirs, qui sont autrement invisibles donc impossible à observer directement[réf. nécessaire]. D'autre part, ces données ont une importance théorique, puisqu'elles permettent de tester la théorie de la relativité[Laquelle ?][pas clair]. Cependant, bien que les ondes gravitationnelles soient prédites par la théorie de la relativité générale, énoncée en 1916, elles sont une caractéristique de toute théorie de la gravitation qui satisfait la relativité restreinte et donc la détection d'ondes gravitationnelles ne permet pas, en ce sens, de favoriser la relativité générale par rapport aux autres théories de la gravitation qui satisfont la relativité restreinte.